# Mycale (Aegogropila) nodulosa
Mycale (Aegogropila) nodulosa is een sponssoort in de taxonomische indeling van de gewone sponzen (Demospongiae). Het lichaam van de spons bestaat uit kiezelnaalden en sponginevezels, en is in staat om veel water op te nemen. 
De spons behoort tot het geslacht Mycale en behoort tot de familie Mycalidae. De wetenschappelijke naam van de soort werd voor het eerst geldig gepubliceerd in 2011 door Goodwin, Jones, Neely & Brickle.